# Belonella unilobata
Belonella unilobata är en korallart som först beskrevs av Thomson 1921.  Belonella unilobata ingår i släktet Belonella och familjen läderkoraller. Inga underarter finns listade i Catalogue of Life.